# Terfens
Terfens – gmina w Austrii, w kraju związkowym Tyrol, w powiecie Schwaz. Liczy 2123 mieszkańców (1 stycznia 2015).